# Lempzours
Lempzours är en kommun i departementet Dordogne i regionen Nouvelle-Aquitaine i sydvästra Frankrike. Kommunen ligger i kantonen Thiviers som tillhör arrondissementet Nontron. År 2022 hade Lempzours 133 invånare.

## Befolkningsutveckling
Antalet invånare i kommunen Lempzours
Referens:INSEE